# Poblado ibérico amurallado Los Villares

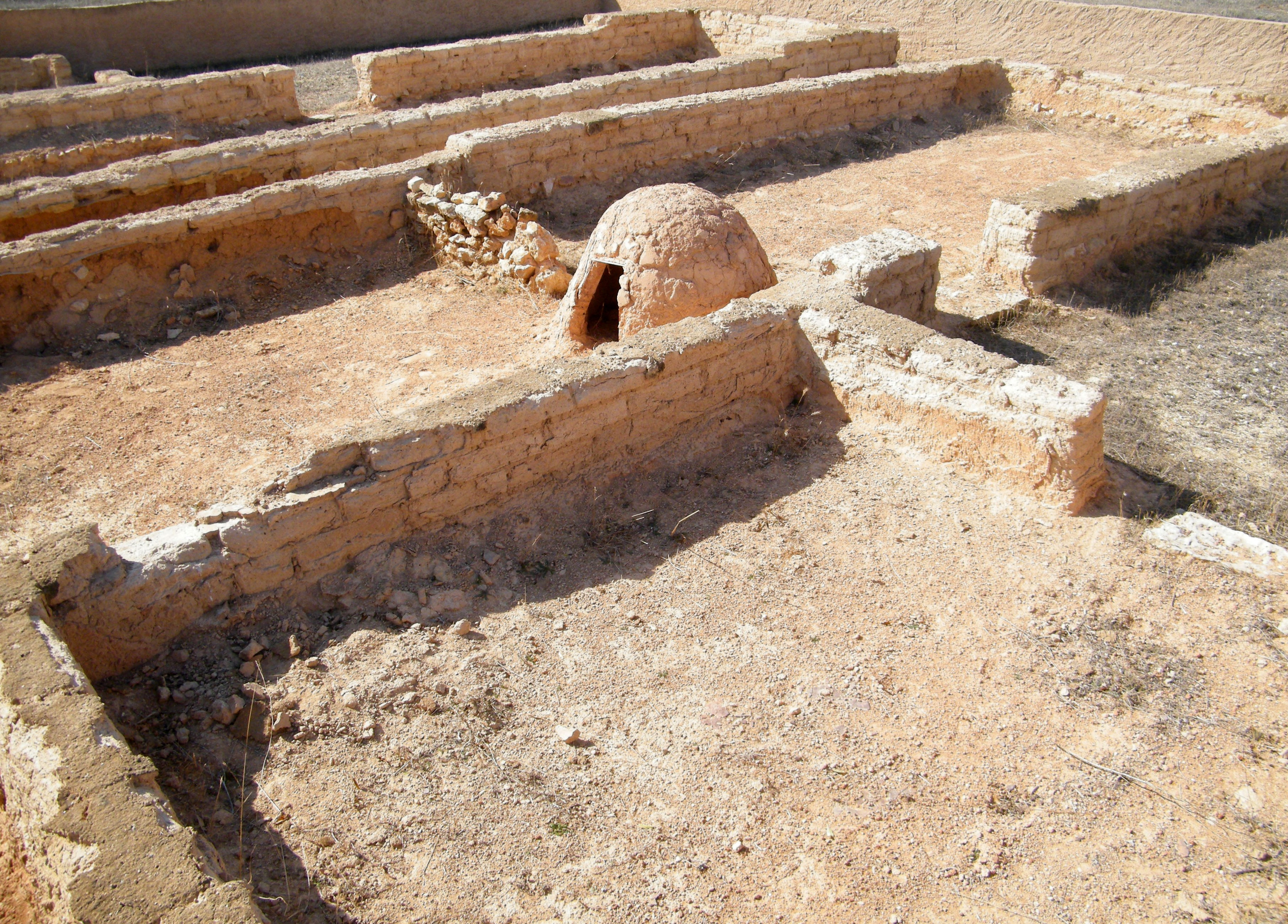
Ruinas y horno moruno.

El oppidum ibérico de Los Villares, también conocido como la antigua ciudad de Kelin, es un yacimiento ibérico de alrededor de diez hectáreas. Se encuentra ubicado en lo que hoy se conoce como el cerro de los Villares, muy próximo a la actual población de Caudete de las Fuentes, en la La Plana de Utiel. El hecho de encontrarse en un lugar de amplio dominio visual, junto al río Madre de Cabañas, afluente del Magro y a un rico valle agrícola, la Vega, junto a una de las vías naturales de comunicación entre la Meseta y la costa mediterránea, hicieron del lugar una óptima ubicación.

## Introducción
El poblado estuvo habitado ininterrumpidamente desde la Edad de Hierro I (s. VII a. C.) hasta el Ibérico final (siglos II - I a. C.). Parece que estuvo amurallado, aunque apenas se conservan restos de muralla junto a los caminos que delimitan la loma. El poblado ocupa aproximadamente unas 10 ha, desde la zona correspondiente a la acrópolis, donde se han centrado los trabajos arqueológicos, hasta prácticamente el río Madre, al otro lado de la población actual de Caudete de las Fuentes. La ribera septentrional de dicho río es la que recibió la denominación posterior de la población romana, que será conocida como Caput Aquae (manantial de agua), del cual se derivarán posteriormente el Qabdaq musulmán y el Cabdet en lengua romance que dio origen al topónimo actual.

## Intervenciones arqueológicas e historiografía
Las primeras noticias que tenemos de Los Villares proceden de los siglos XVIII y XIX. No obstante, no fue hasta mediados del siglo XX en que comenzaron las excavaciones arqueológicas, de la mano de Enrique Pla Ballester y el Servei d'Investigació Prehistòrica. De este modo, se realizaron campañas en 1956, 1957 y 1959, así como una cuarta en 1975. La información obtenida fue publicada en la obra Los Villares (Caudete de las Fuentes – Valencia) (Pla Ballester, 1980). Los trabajos se reemprendieron en 1979 con la codirección de Milagros Gil-Mascarell, hasta que en 1987 la excavación pasó a estar dirigida por Consuelo Mata Parreño, quien la ha continuado de forma ininterrumpida hasta el 2004. Los materiales del propio yacimiento fueron el tema de sus tesis doctoral, dirigida por la propia Gil-Mascarell y editada en la obra Los Villares (Caudete de las Fuentes): origen y evolución de la cultura ibérica (Mata, 1991). Desde 1992 los trabajos de excavación del yacimiento se han visto completados con el proyecto de investigación de su territorio, con 16 campañas de prospección por la comarca de Requena-Utiel. El yacimiento fue consolidado y restaurado en 2004, año en que comenzaron a celebrarse las jornadas anuales de puertas abiertas en el yacimiento. Los Villares / Kelin está integrado en la Ruta dels Ibers València  de la Diputación de Valencia.

## Descripción y fases de ocupación

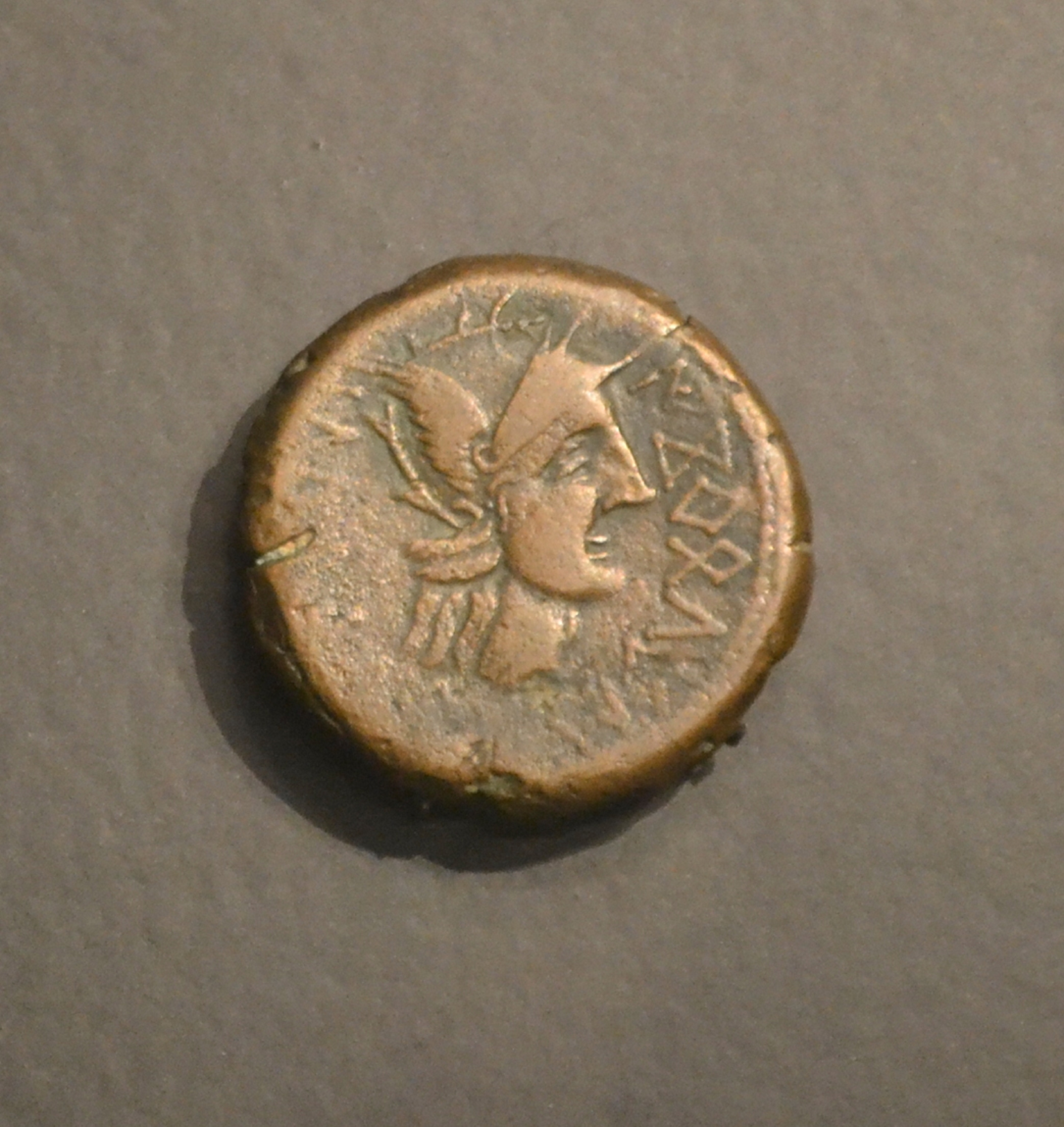
Moneda ibera de bronce de Kelin.

El yacimiento arqueológico permite contemplar en el interior del recinto vallado dos zonas. En ellas se ha conservado la trama urbana de dos épocas diferentes: una protoibérica (siglo VII a. C.) y otra ibérica plena (siglos IV-II a. C.). En el exterior, se puede ver un tramo de la muralla, la cantera de la que posiblemente se extrajo piedra para su construcción y algunos restos constructivos, junto al río.
Los restos arqueológicos muestran unas viviendas alargadas, separadas en algunos casos por estrechos pasillos, sin apenas divisiones internas y con un hogar circular, plano o en cubeta. Los materiales utilizados son piedras y adobe, con las piedras se fabricaba un zócalo sobre el que se construía una pared de adobe.
También se han encontrado restos de cerámicas hechas a mano, algunas de las cuales imitan piezas a torno; se han encontrado escasos objetos de hierro en un lamentable estado de conservación; así como un reducido número de cerámicas importadas como ánforas y tinajas fenicio-occidentales, trípodes y barniz rojo.
Se encontraron monedas, ases y semis, que ponen de relieve que Kelin acuñó moneda propia durante un corto periodo de tiempo entre la segunda mitad del siglo II y comienzos del I a. C., destinada a usos locales y cotidianos.